# PEC Zwolle in het seizoen 2020/21 (mannen)
Het seizoen 2020/2021 is het 110e jaar in het bestaan van de Zwolse voetbalclub PEC Zwolle. De club kwam uit in de Eredivisie, na 34 speelrondes eindigde de club op een 13e plaats. Ook nam het deel aan het toernooi om de KNVB beker, hierin werd in de tweede ronde met 2–0 verloren van Excelsior. Als gevolg van de maatregelen die de Nederlandse overheid nam naar aanleiding van de Coronacrisis in Nederland werden, op een enkele na, de wedstrijden zonder publiek gespeeld. Door de geldende maatregelen begon het seizoen pas halverwege september in plaats van begin augustus.

## Wedstrijdstatistieken

### Oefenwedstrijden
| | Oefenwedstrijd 1 | SC Cambuur                                                                | 2 – 0 (1 – 0)                                     | PEC Zwolle                                        | Opstelling PEC Zwolle: |
| 1 augustus 2020 Aanvangstijd: 14.00 uur Plaats: Leeuwarden Cambuurstadion Toeschouwers: 1.400 Scheidsrechter: Siemen Mulder       | 1 augustus 2020 Aanvangstijd: 14.00 uur Plaats: Leeuwarden Cambuurstadion Toeschouwers: 1.400 Scheidsrechter: Siemen Mulder       | Robert Mühren 22' Giovanni Korte 57'                                      | Wedstrijdverslag                                  |                                                   | Hauptmeijer, Van Wermeskerken ( 46' Bajselmani), Van Polen ( 46' Van den Belt), Kersten ( 46' Van den Berg), Paal ( 46' Reijnders), Strider ( 46' Caschili ( 72' Lagsir)), Huiberts ( 46' Leemans), Clement ( 46' Nakayama), Saymak ( 46' Van Crooij), Flemming ( 46' Ghoochannejhad), Drost ( 46' Van Duinen)                                                                    |
| | Oefenwedstrijd 2 | AZ                                                                        | 0 – 1 (0 – 0)                                     | PEC Zwolle                                        | Opstelling PEC Zwolle: |
| 5 augustus 2020 Aanvangstijd: 19.00 uur Plaats: Wissel Sportpark Ericaweg                                                         | 5 augustus 2020 Aanvangstijd: 19.00 uur Plaats: Wissel Sportpark Ericaweg                                                         | Tijjani Reijnders 56'                                                     | Wedstrijdverslag                                  | 69' Zian Flemming 75' Marc Olivier Doué           | Zetterer, Van Wermeskerken ( 46' Bajselmani), Kersten ( 46' Doué), Lam ( 32' Van Polen), Paal ( 46' Dekono), Clement ( 46' Van den Belt), Huiberts ( 46' Leemans), Nakayama ( 46' Reijnders), Saymak ( 46' Ghoochannejhad), Van Duinen ( 46' Flemming), Drost ( 46' Van Crooij)                                                                                                   |
| | Oefenwedstrijd 3 | Heracles Almelo                                                           | 0 – 1 (0 – 1)                                     | PEC Zwolle                                        | Opstelling PEC Zwolle: |
| 9 augustus 2020 Aanvangstijd: 16.45 uur Plaats: Almelo Erve Asito Toeschouwers: 1.200 Scheidsrechter: Bas Nijhuis                 | 9 augustus 2020 Aanvangstijd: 16.45 uur Plaats: Almelo Erve Asito Toeschouwers: 1.200 Scheidsrechter: Bas Nijhuis                 |                                                                           | Wedstrijdverslag                                  | 38' Sam Kersten                                   | Mous, Van Wermeskerken ( 46' Bajselmani), Van Polen ( 33' Doué), Kersten ( 46' Lam), Paal ( 46' Dekono), Huiberts ( 46' Leemans), Van den Belt ( 46' Nakayama), Clement ( 46' Reijnders), Saymak ( 46' Drost ( 68' Lagsir)), Flemming ( 46' Ghoochannejhad), Van Crooij ( 46' Van Duinen)                                                                                         |
| | Oefenwedstrijd 4 | FC Groningen                                                              | 0 – 2 (0 – 1) Wedstrijd bestond uit 2x 60 minuten | PEC Zwolle                                        | Opstelling PEC Zwolle: |
| 14 augustus 2020 Aanvangstijd: 14.00 uur Plaats: Groningen Euroborg Toeschouwers: 1.400 Scheidsrechter: Jeroen Manschot           | 14 augustus 2020 Aanvangstijd: 14.00 uur Plaats: Groningen Euroborg Toeschouwers: 1.400 Scheidsrechter: Jeroen Manschot           |                                                                           | Wedstrijdverslag                                  | 13' Thomas Lam 48', 92' Reza Ghoochannejhad       | Eerste 60 minuten: Zetterer, Van Wermeskerken, Van Polen, Lam ( 46' Kersten), Paal, Strieder ( 33' Nakayama), Huiberts, Clement, Saymak ( 18' Drost), Van Duinen, Van Crooij ( 46' Ghoochannejhad) Tweede 60 minuten: Mous, Bajselmani, Kersten, Doué, Reijnders, Leemans, Van den Belt, Nakayama ( 88' Dekono), Drost ( 74' Lagsir), Ghoochannejhad ( 100' Van Crooij), Flemming |
| | Oefenwedstrijd 5 | Team VVCS                                                                 | 1 – 0 (1 – 0) Wedstrijd bestond uit 2x 35 minuten | PEC Zwolle                                        | Opstelling PEC Zwolle: |
| 21 augustus 2020 Aanvangstijd: 14.00 uur Plaats: Wissel Sportpark Ericaweg                                                        | 21 augustus 2020 Aanvangstijd: 14.00 uur Plaats: Wissel Sportpark Ericaweg                                                        | Body Brusselers 25'                                                       | Wedstrijdverslag                                  |                                                   | Hauptmeijer, Bajselmani, Doué ( 65' Nakayama), Van den Berg ( 46' Dekono), Maria ( 57' Paal), Leemans ( 72' Kersten), Van den Belt, Reijnders, Lagsir ( 14' Westerman), Flemming, Van Duinen ( 65' Van Wermeskerken) |
| | Oefenwedstrijd 6 | FC Emmen                                                                  | 0 – 1 (0 – 1)                                     | PEC Zwolle                                        | Opstelling PEC Zwolle: |
| 24 augustus 2020 Aanvangstijd: 18.45 uur Plaats: Emmen De Oude Meerdijk Toeschouwers: 1.000 Scheidsrechter: Rob Dieperink         | 24 augustus 2020 Aanvangstijd: 18.45 uur Plaats: Emmen De Oude Meerdijk Toeschouwers: 1.000 Scheidsrechter: Rob Dieperink         |                                                                           | Wedstrijdverslag                                  | 76' Reza Ghoochannejhad                           | Zetterer, Van Wermeskerken, Van Polen, Kersten, Paal, Leemans, Huiberts, Nakayama ( 63' Lam), Drost ( 81' Reijnders), Ghoochannejhad ( 77' Flemming), Clement ( 72' Van Duinen) |
| | Oefenwedstrijd 7 | PEC Zwolle                                                                | 0 – 2 (0 – 1)                                     | FC Utrecht                                        | Opstelling PEC Zwolle: |
| 29 augustus 2020 Aanvangstijd: 14.00 uur Plaats: Zwolle MAC³PARK stadion Scheidsrechter: Laurens Gerrets                          | 29 augustus 2020 Aanvangstijd: 14.00 uur Plaats: Zwolle MAC³PARK stadion Scheidsrechter: Laurens Gerrets                          | Sam Kersten Dean Huiberts                                                 | Wedstrijdverslag                                  | 18' Bart Ramselaar 73' Emil Bergström             | Zetterer, Van Wermeskerken ( 81' Bajselmani), Van Polen, Kersten, Paal, Leemans ( 72' Reijnders), Lam ( 81' Nakayama), Huiberts ( 81' Van den Belt), Drost, Ghoochannejhad ( 65' Van Duinen), Clement |
| | Oefenwedstrijd 8 | sc Heerenveen                                                             | 0 – 1 (0 – 1)                                     | PEC Zwolle                                        | Opstelling PEC Zwolle: |
| 5 september 2020 Aanvangstijd: 14.30 uur Plaats: Heerenveen Abe Lenstra Stadion Toeschouwers: 1.500 Scheidsrechter: Björn Kuipers | 5 september 2020 Aanvangstijd: 14.30 uur Plaats: Heerenveen Abe Lenstra Stadion Toeschouwers: 1.500 Scheidsrechter: Björn Kuipers |                                                                           | Wedstrijdverslag                                  | 14' (e.d.) Hamdi Akujobi                          | Zetterer, Van Wermeskerken, Van Polen, Kersten, Paal, Leemans ( 68' Westerman), Huiberts ( 46' Saymak), Nakayama, Drost, Ghoochannejhad, Van Duinen ( 80' Reijnders) |
| | Oefenwedstrijd | PEC Zwolle                                                                | 3 – 3 (1 – 3)                                     | FC Utrecht                                        | Opstelling PEC Zwolle: |
| 8 oktober 2020 Aanvangstijd: 13.00 uur Plaats: Zwolle MAC³PARK stadion Toeschouwers: 0 Scheidsrechter: Maurice Paarhuis           | 8 oktober 2020 Aanvangstijd: 13.00 uur Plaats: Zwolle MAC³PARK stadion Toeschouwers: 0 Scheidsrechter: Maurice Paarhuis           | Sai van Wermeskerken 29' Marc Olivier Doué 57' Mike van Duinen 76' (pen.) | Wedstrijdverslag                                  | 3' Odysseus Velanas 12', 40' Sander van de Streek | Mous, Van Wermeskerken, Doué ( 72' Van den Berg), Kersten, Paal ( 72' Bajselmani), Van den Belt, Reijnders ( 67' Lagsir), Saymak, Leemans, Ghoochannejhad ( 60' Pherai), Van Duinen |

### Eredivisie
| | 1e speelronde | PEC Zwolle                                                                                         | 0 – 2 (0 – 1)    | Feyenoord | Opstelling PEC Zwolle: |
| 12 september 2020 Aanvangstijd: 20.00 uur Plaats: Zwolle MAC³PARK stadion Toeschouwers: 2.993 Scheidsrechter: Bas Nijhuis Video-assistent: Edwin van de Graaf         | 12 september 2020 Aanvangstijd: 20.00 uur Plaats: Zwolle MAC³PARK stadion Toeschouwers: 2.993 Scheidsrechter: Bas Nijhuis Video-assistent: Edwin van de Graaf         | Dean Huiberts 16' Sam Kersten 50' Bram van Polen 78'                                               | Wedstrijdverslag | 5', 68' (pen.) Steven Berghuis 90' Jens Toornstra                                                            | Zetterer, Van Wermeskerken, Van Polen, Kersten, Paal, Huiberts, Lam, Drost, Leemans ( 61' Saymak), Ghoochannejhad, Van Duinen ( 74' Reijnders)                                                      |
| | 2e speelronde | AZ                                                                                                 | 1 – 1 (0 – 1)    | PEC Zwolle                                                                                                   | Opstelling PEC Zwolle: |
| 19 september 2020 Aanvangstijd: 16.30 uur Plaats: Alkmaar AFAS Stadion Toeschouwers: 3.500 Scheidsrechter: Serdar Gözübüyük Video-assistent: Edgar Bijl               | 19 september 2020 Aanvangstijd: 16.30 uur Plaats: Alkmaar AFAS Stadion Toeschouwers: 3.500 Scheidsrechter: Serdar Gözübüyük Video-assistent: Edgar Bijl               | Calvin Stengs 27' Myron Boadu 68' Albert Guðmundsson 72' Jonas Svensson 90+2'                      | Wedstrijdverslag | 9' Mike van Duinen 38' Clint Leemans 40' Dean Huiberts 71' Bram van Polen 74' 83' Thomas Lam                 | Zetterer, Van Wermeskerken, Van Polen, Kersten, Paal, Huiberts ( 76' Nakayama), Lam, Drost ( 76' Pherai), Van Duinen, Ghoochannejhad ( 59' Saymak), Leemans ( 58' Reijnders)                        |
| | 3e speelronde | PEC Zwolle                                                                                         | 4 – 0 (1 – 0)    | Sparta Rotterdam                                                                                             | Opstelling PEC Zwolle: |
| 26 september 2020 Aanvangstijd: 16.30 uur Plaats: Zwolle MAC³PARK stadion Toeschouwers: 2.933 Scheidsrechter: Allard Lindhout Video-assistent: Serdar Gözübüyük       | 26 september 2020 Aanvangstijd: 16.30 uur Plaats: Zwolle MAC³PARK stadion Toeschouwers: 2.933 Scheidsrechter: Allard Lindhout Video-assistent: Serdar Gözübüyük       | Yuta Nakayama 33' 71' Reza Ghoochannejhad 45+5', 47' Clint Leemans 54'                             | Wedstrijdverslag | 45+2' Adil Auassar 45+4' Michael Pinto                                                                       | Zetterer, Van Wermeskerken, Van Polen, Kersten, Paal, Huiberts, Nakayama ( 74' Van den Belt), Drost ( 67' Saymak), Pherai ( 82' Tedić), Ghoochannejhad ( 74' Van Duinen), Leemans ( 83' Reijnders)  |
| | 4e speelronde | RKC Waalwijk                                                                                       | 1 – 1 (0 – 0)    | PEC Zwolle                                                                                                   | Opstelling PEC Zwolle: |
| 3 21 oktober 2020 Aanvangstijd: 17.30 uur Plaats: Waalwijk Mandemakers Stadion Toeschouwers: 0 Scheidsrechter: Rob Dieperink Video-assistent: Stan Teuben             | 3 21 oktober 2020 Aanvangstijd: 17.30 uur Plaats: Waalwijk Mandemakers Stadion Toeschouwers: 0 Scheidsrechter: Rob Dieperink Video-assistent: Stan Teuben             | Vitalie Damașcan 38' Juriën Gaari 55' Finn Stokkers 87'                                            | Wedstrijdverslag | 65' Eliano Reijnders 84' Mike van Duinen 89' Destan Bajselmani                                               | Zetterer, Bajselmani ( 46' Saymak), Kersten, Van Polen, Van Wermeskerken, Drost, Nakayama, Huiberts ( 73' Reijnders), Leemans ( 63' Van Duinen), Ghoochannejhad ( 46' Tedić), Pherai                |
| | 5e speelronde | PEC Zwolle                                                                                         | 0 – 3 (0 – 3)    | PSV | Opstelling PEC Zwolle: |
| 18 oktober 2020 Aanvangstijd: 16.45 uur Plaats: Zwolle MAC³PARK stadion Toeschouwers: 0 Scheidsrechter: Danny Makkelie Video-assistent: Martin van den Kerkhof        | 18 oktober 2020 Aanvangstijd: 16.45 uur Plaats: Zwolle MAC³PARK stadion Toeschouwers: 0 Scheidsrechter: Danny Makkelie Video-assistent: Martin van den Kerkhof        | Reza Ghoochannejhad 30' (pen.) Dean Huiberts 43' Bram van Polen 57'                                | Wedstrijdverslag | 9' Mario Götze 18' Cody Gakpo 39' Donyell Malen 61' Pablo Rosario 86' Ibrahim Sangaré                        | Zetterer, Bajselmani ( 90' Clement), Kersten, Van Polen, Van Wermeskerken, Drost ( 62' Reijnders), Nakayama, Saymak ( 75' Strieder), Leemans ( 75' Van Duinen), Ghoochannejhad ( 61' Tedić), Pherai |
| | 6e speelronde | PEC Zwolle                                                                                         | 0 – 0            | Willem II | Opstelling PEC Zwolle: |
| 24 oktober 2020 Aanvangstijd: 20.00 uur Plaats: Zwolle MAC³PARK stadion Toeschouwers: 0 Scheidsrechter: Martin Pérez Video-assistent: Alex Bos                        | 24 oktober 2020 Aanvangstijd: 20.00 uur Plaats: Zwolle MAC³PARK stadion Toeschouwers: 0 Scheidsrechter: Martin Pérez Video-assistent: Alex Bos                        | Clint Leemans 45+2' Mustafa Saymak 84', 85'                                                        | Wedstrijdverslag | 45+3' Mike Trésor Ndayishimiye                                                                               | Zetterer, Van Wermeskerken, Kersten, Van Polen ( 42' Bajselmani), Nakayama, Saymak, Reijnders ( 90+1' Strieder), Huiberts, Leemans ( 68' Drost), Tedić, Pherai                                      |
| | 7e speelronde | FC Twente                                                                                          | 5 – 1 (3 – 0)    | PEC Zwolle                                                                                                   | Opstelling PEC Zwolle: |
| 31 oktober 2020 Aanvangstijd: 18.45 uur Plaats: Enschede De Grolsch Veste Toeschouwers: 0 Scheidsrechter: Serdar Gözübüyük Video-assistent: Dennis Higler             | 31 oktober 2020 Aanvangstijd: 18.45 uur Plaats: Enschede De Grolsch Veste Toeschouwers: 0 Scheidsrechter: Serdar Gözübüyük Video-assistent: Dennis Higler             | Queensy Menig 5' Danilo 29' Wout Brama 33' Kik Pierie 47' Václav Černý 51' Luka Ilić 84'           | Wedstrijdverslag | 74' Eliano Reijnders                                                                                         | Zetterer, Van Wermeskerken, Kersten, Lam ( 37' Doué), Nakayama, Reijnders, Strieder ( 59' Van den Belt), Huiberts ( 77' Lagsir), Leemans ( 59' Drost), Ghoochannejhad ( 46' Van Duinen), Pherai     |
| | 8e speelronde | Fortuna Sittard                                                                                    | 2 – 2 (2 – 1)    | PEC Zwolle                                                                                                   | Opstelling PEC Zwolle: |
| 6 november 2020 Aanvangstijd: 20.00 uur Plaats: Sittard Fortuna Sittard Stadion Toeschouwers: 0 Scheidsrechter: Edwin van de Graaf Video-assistent: Joey Kooij        | 6 november 2020 Aanvangstijd: 20.00 uur Plaats: Sittard Fortuna Sittard Stadion Toeschouwers: 0 Scheidsrechter: Edwin van de Graaf Video-assistent: Joey Kooij        | Emil Hansson 6' George Cox 45+1' Martin Angha 51' Lazaros Rota 76'                                 | Wedstrijdverslag | 33' (e.d.) Jaroslaw Jach 5' Thomas Lam                                                                       | Zetterer, Van Wermeskerken, Kersten, Lam, Nakayama, Saymak ( 75' Drost), Strieder ( 46' Paal), Huiberts, Reijnders, Van Duinen ( 84' Ghoochannejhad), Pherai                                        |
| | 9e speelronde | PEC Zwolle                                                                                         | 1 – 1 (1 – 0)    | FC Utrecht                                                                                                   | Opstelling PEC Zwolle: |
| 21 november 2020 Aanvangstijd: 21.00 uur Plaats: Zwolle MAC³PARK stadion Toeschouwers: 0 Scheidsrechter: Danny Makkelie Video-assistent: Edwin van de Graaf           | 21 november 2020 Aanvangstijd: 21.00 uur Plaats: Zwolle MAC³PARK stadion Toeschouwers: 0 Scheidsrechter: Danny Makkelie Video-assistent: Edwin van de Graaf           | Kenneth Paal 21' Mustafa Saymak 32' Dean Huiberts 54' Thomas Lam 84'                               | Wedstrijdverslag | 17' Tommy St. Jago 59' Mimoun Mahi 85' Simon Gustafson 87' Eljero Elia                                       | Zetterer, Paal, Lam, Kersten ( 76' Doué), Van Wermeskerken, Saymak ( 67' Strieder), Nakayama, Huiberts ( 67' Drost), Pherai, Tedić, Reijnders ( 81' Van Duinen)                                     |
| | 10e speelronde | VVV-Venlo                                                                                          | 2 – 2 (1 – 1)    | PEC Zwolle                                                                                                   | Opstelling PEC Zwolle: |
| 28 november 2020 Aanvangstijd: 21.00 uur Plaats: Venlo De Koel Toeschouwers: 0 Scheidsrechter: Rob Dieperink Video-assistent: Erwin Blank                             | 28 november 2020 Aanvangstijd: 21.00 uur Plaats: Venlo De Koel Toeschouwers: 0 Scheidsrechter: Rob Dieperink Video-assistent: Erwin Blank                             | Jafar Arias 21' Giorgos Giakoumakis 78'                                                            | Wedstrijdverslag | 7' Yuta Nakayama 36' Immanuel Pherai 69' Mike van Duinen 90+3' Thomas Lam                                    | Zetterer, Paal, Lam, Kersten, Van Wermeskerken, Huiberts ( 83' Strieder), Nakayama, Saymak ( 83' Leemans), Reijnders ( 90+5' Doué), Van Duinen ( 87' Lagsir), Pherai ( 46' Drost)                   |
| | 11e speelronde | PEC Zwolle                                                                                         | 2 – 1 (0 – 1)    | Vitesse | Opstelling PEC Zwolle: |
| 5 december 2020 Aanvangstijd: 21.00 uur Plaats: Zwolle MAC³PARK stadion Toeschouwers: 0 Scheidsrechter: Dennis Higler Video-assistent: Siemen Mulder                  | 5 december 2020 Aanvangstijd: 21.00 uur Plaats: Zwolle MAC³PARK stadion Toeschouwers: 0 Scheidsrechter: Dennis Higler Video-assistent: Siemen Mulder                  | Jesper Drost 65' 77' Mike van Duinen 76' (pen.) Eliano Reijnders 90'                               | Wedstrijdverslag | 7' Oussama Darfalou 64'Idrissa Touré 74' Matúš Bero 90+2' Riechedly Bazoer                                   | Zetterer, Paal, Nakayama, Kersten, Van Wermeskerken, Huiberts, Strieder ( 77' Van Polen), Saymak ( 83' Clement), Van Duinen, Reijnders, Drost                                                       |
| | 12e speelronde | Ajax                                                                                               | 4 – 0 (3 – 0)    | PEC Zwolle                                                                                                   | Opstelling PEC Zwolle: |
| 12 december 2020 Aanvangstijd: 20.00 uur Plaats: Amsterdam Johan Cruijff ArenA Toeschouwers: 0 Scheidsrechter: Pol van Boekel Video-assistent: Jochem Kamphuis        | 12 december 2020 Aanvangstijd: 20.00 uur Plaats: Amsterdam Johan Cruijff ArenA Toeschouwers: 0 Scheidsrechter: Pol van Boekel Video-assistent: Jochem Kamphuis        | Klaas-Jan Huntelaar 7' Quincy Promes 11' Antony 35' Ryan Gravenberch 90+2'                         | Wedstrijdverslag | | Zetterer, Paal, Nakayama, Kersten, Van Wermeskerken, Huiberts ( 46' Van Polen), Strieder ( 62' Clement), Saymak ( 74' Leemans), Van Duinen ( 46' Pherai), Reijnders, Drost                          |
| | 13e speelronde | PEC Zwolle                                                                                         | 0 – 0            | FC Emmen | Opstelling PEC Zwolle: |
| 18 december 2020 Aanvangstijd: 20.00 uur Plaats: Zwolle MAC³PARK stadion Toeschouwers: 0 Scheidsrechter: Björn Kuipers Video-assistent: Jannick van der Laan          | 18 december 2020 Aanvangstijd: 20.00 uur Plaats: Zwolle MAC³PARK stadion Toeschouwers: 0 Scheidsrechter: Björn Kuipers Video-assistent: Jannick van der Laan          | | Wedstrijdverslag | | Zetterer, Paal, Van Polen, Kersten, Van Wermeskerken, Nakayama ( 46' Clement), Strieder, Saymak ( 60' Huiberts), Van Duinen ( 86' Ghoochannejhad), Tedić ( 16' Reijnders), Drost ( 85' Leemans)     |
| | 14e speelronde | ADO Den Haag                                                                                       | 0 – 2 (0 – 0)    | PEC Zwolle                                                                                                   | Opstelling PEC Zwolle: |
| 23 december 2020 Aanvangstijd: 20.00 uur Plaats: Den Haag Cars Jeans Stadion Toeschouwers: 0 Scheidsrechter: Ingmar Oostrom Video-assistent: Erwin Blank              | 23 december 2020 Aanvangstijd: 20.00 uur Plaats: Den Haag Cars Jeans Stadion Toeschouwers: 0 Scheidsrechter: Ingmar Oostrom Video-assistent: Erwin Blank              | Bilal Ould-Chikh 87'                                                                               | Wedstrijdverslag | 51' Mike van Duinen 75' Sam Kersten 84' Clint Leemans                                                        | Zetterer, Paal, Kersten, Van Polen, Van Wermeskerken, Huiberts ( 83' Lam), Strieder ( 83' Nakayama), Clement ( 65' Leemans), Van Duinen, Ghoochannejhad ( 74' Drost), Reijnders                     |
| | 15e speelronde | PEC Zwolle                                                                                         | 1 – 1 (1 – 0)    | AZ | Opstelling PEC Zwolle: |
| 9 januari 2021 Aanvangstijd: 20.00 uur Plaats: Zwolle MAC³PARK stadion Toeschouwers: 0 Scheidsrechter: Kevin Blom Video-assistent: Luca Cantineau                     | 9 januari 2021 Aanvangstijd: 20.00 uur Plaats: Zwolle MAC³PARK stadion Toeschouwers: 0 Scheidsrechter: Kevin Blom Video-assistent: Luca Cantineau                     | Clement 9' Sam Kersten 80'                                                                         | Wedstrijdverslag | 67' Fredrik Midtsjø                                                                                          | Zetterer, Paal, Van Polen, Kersten, Van Wermeskerken, Huiberts ( 74' Drost), Strieder ( 46' Nakayama), Saymak ( 60' Lam), Van Duinen, Clement ( 82' Leemans), Reijnders                             |
| | 16e speelronde | Feyenoord                                                                                          | 1 – 0 (0 – 0)    | PEC Zwolle                                                                                                   | Opstelling PEC Zwolle: |
| 13 januari 2021 Aanvangstijd: 21.00 uur Plaats: Rotterdam Stadion Feijenoord Toeschouwers: 0 Scheidsrechter: Bas Nijhuis Video-assistent: Stan Teuben                 | 13 januari 2021 Aanvangstijd: 21.00 uur Plaats: Rotterdam Stadion Feijenoord Toeschouwers: 0 Scheidsrechter: Bas Nijhuis Video-assistent: Stan Teuben                 | Luis Sinisterra 64'                                                                                | Wedstrijdverslag | | Zetterer, Paal, Van Polen ( 80' Leemans), Kersten, Van Wermeskerken, Nakayama, Drost ( 65' Huiberts), Lam, Van Duinen ( 65' Pherai), Clement ( 88' Ghoochannejhad), Reijnders ( 65' Misidjan)       |
| | 17e speelronde | PEC Zwolle                                                                                         | 0 – 2 (0 – 0)    | Fortuna Sittard                                                                                              | Opstelling PEC Zwolle: |
| 16 januari 2021 Aanvangstijd: 21.00 uur Plaats: Zwolle MAC³PARK stadion Toeschouwers: 0 Scheidsrechter: Christiaan Bax Video-assistent: Pol van Boekel                | 16 januari 2021 Aanvangstijd: 21.00 uur Plaats: Zwolle MAC³PARK stadion Toeschouwers: 0 Scheidsrechter: Christiaan Bax Video-assistent: Pol van Boekel                | | Wedstrijdverslag | 57' Zian Flemming 89' Mats Seuntjens                                                                         | Zetterer, Paal, Van Polen, Kersten ( 61' Nakayama), Van Wermeskerken ( 85' Ghoochannejhad), Huiberts ( 61' Pherai), Strieder ( 78' Leemans), Lam, Van Duinen, Clement, Reijnders ( 61' Misidjan)    |
| | 18e speelronde | Willem II                                                                                          | 1 – 3 (1 – 0)    | PEC Zwolle                                                                                                   | Opstelling PEC Zwolle: |
| 22 januari 2021 Aanvangstijd: 20.00 uur Plaats: Tilburg Koning Willem II Stadion Toeschouwers: 0 Scheidsrechter: Sander van der Eijk Video-assistent: Richard Martens | 22 januari 2021 Aanvangstijd: 20.00 uur Plaats: Tilburg Koning Willem II Stadion Toeschouwers: 0 Scheidsrechter: Sander van der Eijk Video-assistent: Richard Martens | Kwasi Okyere Wriedt 10' 45+1' Lindon Selahi 41'                                                    | Wedstrijdverslag | 45' Sam Kersten 58', 62', 70' (pen.) Reza Ghoochannejhad                                                     | Zetterer, Paal ( 40' Lam), Van Polen, Kersten, Van Wermeskerken, Clement ( 46' Ghoochannejhad), Nakayama, Huiberts, Van Duinen ( 45+3' Pherai), Reijnders, Misidjan ( 70' Leemans)                  |
| | 19e speelronde | PEC Zwolle                                                                                         | 2 – 2 (0 – 2)    | Heracles Almelo                                                                                              | Opstelling PEC Zwolle: |
| 26 januari 2021 Aanvangstijd: 18.45 uur Plaats: Zwolle MAC³PARK stadion Toeschouwers: 0 Scheidsrechter: Marc Nagtegaal Video-assistent: Serdar Gözübüyük              | 26 januari 2021 Aanvangstijd: 18.45 uur Plaats: Zwolle MAC³PARK stadion Toeschouwers: 0 Scheidsrechter: Marc Nagtegaal Video-assistent: Serdar Gözübüyük              | Virgil Misidjan 15' 50' Reza Ghoochannejhad 73'                                                    | Wedstrijdverslag | 1' Lucas Schoofs 16' Robin Pröpper 24' Giacomo Quagliata 45+2' Delano Burgzorg                               | Zetterer, Nakayama, Van Polen, Kersten, Van Wermeskerken, Huiberts ( 87' Clement), Lam, Reijnders ( 46' Strieder), Pherai, Buitink ( 70' Ghoochannejhad), Misidjan ( 70' Leemans)                   |
| | 20e speelronde | FC Utrecht                                                                                         | 3 – 3 (2 – 1)    | PEC Zwolle                                                                                                   | Opstelling PEC Zwolle: |
| 30 januari 2021 Aanvangstijd: 18.45 uur Plaats: Utrecht Stadion Galgenwaard Toeschouwers: 0 Scheidsrechter: Jannick van der Laan Video-assistent: Allard Lindhout     | 30 januari 2021 Aanvangstijd: 18.45 uur Plaats: Utrecht Stadion Galgenwaard Toeschouwers: 0 Scheidsrechter: Jannick van der Laan Video-assistent: Allard Lindhout     | Sander van de Streek 2' Adam Maher 54' (pen.) Remco Balk 90+3' Hidde ter Avest 90+6'               | Wedstrijdverslag | 4' Virgil Misidjan 39' (pen.) Thomas Lam 67' Thomas Buitink 72' Benson Manuel Hedilazio 90+2' Bram van Polen | Mous, Nakayama, Van Polen, Kersten, Van Wermeskerken, Huiberts ( 46' Clement), Strieder, Lam ( 80' Van den Belt), Pherai ( 46' Benson), Buitink ( 71' Ghoochannejhad), Misidjan ( 71' Reijnders)    |
| | 21e speelronde | PEC Zwolle                                                                                         | 1 – 1 (0 – 1)    | RKC Waalwijk                                                                                                 | Opstelling PEC Zwolle: |
| 6 februari 2021 Aanvangstijd: 14.00 uur Plaats: Zwolle MAC³PARK stadion Toeschouwers: 0 Scheidsrechter: Björn Kuipers Video-assistent: Stan Teuben                    | 6 februari 2021 Aanvangstijd: 14.00 uur Plaats: Zwolle MAC³PARK stadion Toeschouwers: 0 Scheidsrechter: Björn Kuipers Video-assistent: Stan Teuben                    | Ahmed Touba 4'                                                                                     | Wedstrijdverslag | 72' Mustafa Saymak                                                                                           | Mous, Nakayama, Lam, Kersten ( 46' Saymak), Van Wermeskerken, Huiberts ( 65' Pherai), Strieder, Clement, Benson, Buitink ( 65' Ghoochannejhad), Misidjan                                            |
| | 22e speelronde | FC Groningen                                                                                       | 1 – 0 (1 – 0)    | PEC Zwolle                                                                                                   | Opstelling PEC Zwolle: |
| 13 februari 2021 Aanvangstijd: 20.00 uur Plaats: Zwolle MAC³PARK stadion Toeschouwers: 0 Scheidsrechter: Jeroen Manschot Video-assistent: Clay Ruperti                | 13 februari 2021 Aanvangstijd: 20.00 uur Plaats: Zwolle MAC³PARK stadion Toeschouwers: 0 Scheidsrechter: Jeroen Manschot Video-assistent: Clay Ruperti                | Jørgen Strand Larsen 16' Mike te Wierik 48'                                                        | Wedstrijdverslag | 51' Immanuel Pherai 59' Pelle Clement                                                                        | Mous, Nakayama, Strieder, Lam, Van Wermeskerken, Clement, Pherai ( 71' Reijnders), Saymak ( 63' Paal), Benson, Buitink ( 63' Huiberts), Misidjan ( 83' Drost)                                       |
| | 23e speelronde | FC Emmen                                                                                           | 3 – 2 (2 – 1)    | PEC Zwolle                                                                                                   | Opstelling PEC Zwolle: |
| 20 februari 2021 Aanvangstijd: 18.45 uur Plaats: Emmen De Oude Meerdijk Toeschouwers: 0 Scheidsrechter: Serdar Gözübüyük Video-assistent: Dennis Higler               | 20 februari 2021 Aanvangstijd: 18.45 uur Plaats: Emmen De Oude Meerdijk Toeschouwers: 0 Scheidsrechter: Serdar Gözübüyük Video-assistent: Dennis Higler               | Glenn Bijl 26' Luka Adžić 36' Michael de Leeuw 45' Jari Vlak 70' Caner Cavlan 87'                  | Wedstrijdverslag | 23' Thomas Lam 40' Bram van Polen 88' Yuta Nakayama                                                          | Mous, Paal, Nakayama, Lam, Van Polen, Strieder ( 46' Huiberts), Saymak ( 71' Drost), Reijnders ( 60' Ghoochannejhad), Benson, Buitink ( 60' Pherai), Misidjan                                       |
| | 24e speelronde | PEC Zwolle                                                                                         | 4 – 1 (0 – 1)    | sc Heerenveen                                                                                                | Opstelling PEC Zwolle: |
| 26 februari 2021 Aanvangstijd: 20.00 uur Plaats: Zwolle MAC³PARK stadion Toeschouwers: 0 Scheidsrechter: Laurens Gerrets Video-assistent: Christiaan Bax              | 26 februari 2021 Aanvangstijd: 20.00 uur Plaats: Zwolle MAC³PARK stadion Toeschouwers: 0 Scheidsrechter: Laurens Gerrets Video-assistent: Christiaan Bax              | Virgil Misidjan 52' Thomas Buitink 70' Dean Huiberts 77' Bram van Polen 89' Eliano Reijnders 90+2' | Wedstrijdverslag | 27' Mitchell van Bergen 83' Siem de Jong 83' Joey Veerman                                                    | Mous, Paal, Lam, Kersten, Van Polen, Huiberts ( 79' Reijnders), Strieder, Saymak ( 85' Nakayama), Benson, Buitink ( 74' Ghoochannejhad), Misidjan ( 85' Pherai)                                     |
| | 25e speelronde | Heracles Almelo                                                                                    | 2 – 1 (0 – 0)    | PEC Zwolle                                                                                                   | Opstelling PEC Zwolle: |
| 7 maart 2021 Aanvangstijd: 14.30 uur Plaats: Almelo Erve Asito Toeschouwers: 0 Scheidsrechter: Bas Nijhuis Video-assistent: Richard Martens                           | 7 maart 2021 Aanvangstijd: 14.30 uur Plaats: Almelo Erve Asito Toeschouwers: 0 Scheidsrechter: Bas Nijhuis Video-assistent: Richard Martens                           | Rai Vloet 61' Luca de la Torre 90+2'                                                               | Wedstrijdverslag | 63' Mustafa Saymak                                                                                           | Mous, Paal, Lam, Kersten, Van Polen, Saymak ( 67' Reijnders), Clement, Strieder ( 23' Nakayama), Benson ( 80' Pherai), Buitink ( 80' Ghoochannejhad), Misidjan ( 80' Van Duinen)                    |
| | 26e speelronde | PEC Zwolle                                                                                         | 0 – 2 (0 – 2)    | Ajax | Opstelling PEC Zwolle: |
| 14 maart 2021 Aanvangstijd: 16.45 uur Plaats: Zwolle MAC³PARK stadion Toeschouwers: 0 Scheidsrechter: Pol van Boekel Video-assistent: Serdar Gözübüyük                | 14 maart 2021 Aanvangstijd: 16.45 uur Plaats: Zwolle MAC³PARK stadion Toeschouwers: 0 Scheidsrechter: Pol van Boekel Video-assistent: Serdar Gözübüyük                | Dean Huiberts 62'                                                                                  | Wedstrijdverslag | 28' David Neres 38' Nicolás Tagliafico 90+1' Sébastien Haller                                                | Mous, Paal, Lam, Kersten, Van Polen, Saymak, Huiberts ( 73' Clement), Reijnders, Benson ( 64' Van Duinen), Buitink ( 64' Tedić), Misidjan ( 64' Pherai)                                             |
| | 27e speelronde | PEC Zwolle                                                                                         | 2 – 1 (0 – 0)    | VVV-Venlo | Opstelling PEC Zwolle: |
| 21 maart 2021 Aanvangstijd: 12.15 uur Plaats: Zwolle MAC³PARK stadion Toeschouwers: 0 Scheidsrechter: Ingmar Oostrom Video-assistent: Stan Teuben                     | 21 maart 2021 Aanvangstijd: 12.15 uur Plaats: Zwolle MAC³PARK stadion Toeschouwers: 0 Scheidsrechter: Ingmar Oostrom Video-assistent: Stan Teuben                     | Slobodan Tedić 66' Thomas Lam 51' 79' (pen.)                                                       | Wedstrijdverslag | 69' Roy Gelmi 90+3' Giorgos Giakoumakis                                                                      | Mous, Paal, Lam, Kersten, Van Polen, Saymak ( 63' Clement), Huiberts, Reijnders ( 63' Van Duinen), Benson ( 20' Pherai), Buitink ( 46' Tedić), Misidjan ( 87' Nakayama)                             |
| | 28e speelronde | Sparta Rotterdam                                                                                   | 3 – 2 (1 – 0)    | PEC Zwolle                                                                                                   | Opstelling PEC Zwolle: |
| 3 april 2021 Aanvangstijd: 21.00 uur Plaats: Rotterdam Het Kasteel Toeschouwers: 0 Scheidsrechter: Edwin van de Graaf Video-assistent: Dennis Higler                  | 3 april 2021 Aanvangstijd: 21.00 uur Plaats: Rotterdam Het Kasteel Toeschouwers: 0 Scheidsrechter: Edwin van de Graaf Video-assistent: Dennis Higler                  | Michael Pinto 7' Tom Beugelsdijk 26' Lennart Thy 75' (pen.), 90+3'                                 | Wedstrijdverslag | 52' Bram van Polen 57'Eliano Reijnders 63' Slobodan Tedić                                                    | Mous, Paal, Lam, Kersten ( 56' Clement), Van Polen, Huiberts ( 76' Drost), Nakayama, Reijnders ( 76' Van den Belt), Pherai, Tedić, Misidjan                                                         |
| | 29e speelronde | PEC Zwolle                                                                                         | 1 – 0 (1 – 0)    | FC Twente | Opstelling PEC Zwolle: |
| 10 april 2021 Aanvangstijd: 21.00 uur Plaats: Zwolle MAC³PARK stadion Toeschouwers: 0 Scheidsrechter: Richard Martens Video-assistent: Jannick van der Laan           | 10 april 2021 Aanvangstijd: 21.00 uur Plaats: Zwolle MAC³PARK stadion Toeschouwers: 0 Scheidsrechter: Richard Martens Video-assistent: Jannick van der Laan           | Virgil Misidjan 35'                                                                                | Wedstrijdverslag | | Mous, Paal, Lam, Kersten, Van Polen ( 55' Clement), Huiberts ( 79' Van den Belt), Nakayama, Drost ( 71' Reijnders), Pherai, Tedić, Misidjan ( 71' Van Duinen)                                       |
| | 30e speelronde | sc Heerenveen                                                                                      | 0 – 2 (0 – 1)    | PEC Zwolle                                                                                                   | Opstelling PEC Zwolle: |
| 24 april 2021 Aanvangstijd: 16.30 uur Plaats: Heerenveen Abe Lenstra Stadion Toeschouwers: 2.000 Scheidsrechter: Rob Dieperink Video-assistent: Bas Nijhuis           | 24 april 2021 Aanvangstijd: 16.30 uur Plaats: Heerenveen Abe Lenstra Stadion Toeschouwers: 2.000 Scheidsrechter: Rob Dieperink Video-assistent: Bas Nijhuis           | Siem de Jong 79'                                                                                   | Wedstrijdverslag | 18' 68' Bram van Polen 28' Pelle Clement 56' Kenneth Paal                                                    | Mous, Paal, Lam ( 77' Strieder), Kersten, Van Polen, Huiberts, Nakayama, Drost ( 76' Saymak), Clement ( 81' Lagsir), Tedić ( 76' Ghoochannejhad), Benson ( 46' Van Duinen)                          |
| | 31e speelronde | Vitesse                                                                                            | 2 – 1 (1 – 0)    | PEC Zwolle                                                                                                   | Opstelling PEC Zwolle: |
| 1 mei 2021 Aanvangstijd: 20.00 uur Plaats: Arnhem GelreDome Toeschouwers: 0 Scheidsrechter: Joey Kooij Video-assistent: Marc Nagtegaal                                | 1 mei 2021 Aanvangstijd: 20.00 uur Plaats: Arnhem GelreDome Toeschouwers: 0 Scheidsrechter: Joey Kooij Video-assistent: Marc Nagtegaal                                | Armando Broja 27' Million Manhoef 42' Matúš Bero 62' Danilho Doekhi 69' Idrissa Touré 90+2'        | Wedstrijdverslag | 54' Jesper Drost                                                                                             | Mous, Paal, Lam, Van den Berg, Nakayama, Huiberts ( 22' Benson), Van den Belt ( 78' Strieder), Saymak, Clement, Tedić, Drost                                                                        |
| | 32e speelronde | PEC Zwolle                                                                                         | 0 – 1 (0 – 1)    | ADO Den Haag                                                                                                 | Opstelling PEC Zwolle: |
| 9 mei 2021 Aanvangstijd: 14.30 uur Plaats: Zwolle MAC³PARK stadion Toeschouwers: 0 Scheidsrechter: Jeroen Manschot Video-assistent: Stan Teuben                       | 9 mei 2021 Aanvangstijd: 14.30 uur Plaats: Zwolle MAC³PARK stadion Toeschouwers: 0 Scheidsrechter: Jeroen Manschot Video-assistent: Stan Teuben                       | Destan Bajselmani 19' Kenneth Paal 76'                                                             | Wedstrijdverslag | 12' Bobby Adekanye 84' Nasser El Khayati 90+1' Amar Ćatić                                                    | Mous, Paal, Nakayama, Lam, Bajselmani ( 83' Doué), Strieder ( 62' Benson), Van den Belt, Saymak, Clement, Tedić ( 63' Ghoochannejhad), Drost ( 63' Pherai)                                          |
| | 33e speelronde | PSV                                                                                                | 4 – 2 (3 – 0)    | PEC Zwolle                                                                                                   | Opstelling PEC Zwolle: |
| 13 mei 2021 Aanvangstijd: 14.30 uur Plaats: Eindhoven Philips Stadion Toeschouwers: 0 Scheidsrechter: Serdar Gözübüyük Video-assistent: Sander van der Eijk           | 13 mei 2021 Aanvangstijd: 14.30 uur Plaats: Eindhoven Philips Stadion Toeschouwers: 0 Scheidsrechter: Serdar Gözübüyük Video-assistent: Sander van der Eijk           | Xavier Mous 22' (e.d.) Donyell Malen 29' Yorbe Vertessen 34' Eran Zahavi 54'                       | Wedstrijdverslag | 42' Destan Bajselmani 52' Marc Olivier Doué 66' Thomas Lam 69' Immanuel Pherai 90' Samir Lagsir              | Mous, Nakayama, Van den Belt, Lam, Paal, Strieder ( 46' Doué), Saymak ( 84' Drost), Bajselmani ( 70' Benson), Clement, Tedić ( 84' Lagsir), Pherai                                                  |
| | 34e speelronde | PEC Zwolle                                                                                         | 1 – 0 (0 – 0)    | FC Groningen                                                                                                 | Opstelling PEC Zwolle: |
| 16 mei 2021 Aanvangstijd: 14.30 uur Plaats: Zwolle MAC³PARK stadion Toeschouwers: 0 Scheidsrechter: Richard Martens Video-assistent: Edwin van de Graaf               | 16 mei 2021 Aanvangstijd: 14.30 uur Plaats: Zwolle MAC³PARK stadion Toeschouwers: 0 Scheidsrechter: Richard Martens Video-assistent: Edwin van de Graaf               | Ko Itakura 80' (e.d.)                                                                              | Wedstrijdverslag | | Mous, Paal, Nakayama, Van den Belt, Doué ( 78' Bajselmani), Pherai, Clement, Strieder ( 64' Van Polen), Benson ( 64' Van Duinen), Tedić ( 78' Ghoochannejhad), Misidjan ( 64' Reijnders)            |

### KNVB beker
| | 1e ronde | VV Staphorst                                                                                             | Geannuleerd      | PEC Zwolle | Opstelling PEC Zwolle: |
| 1 december 2020 Aanvangstijd: 19.45 uur Plaats: Staphorst Het Noorderslag                                             | | |                  |            | |
| | 2e ronde | Excelsior                                                                                                | 2 – 0 (0 – 0)    | PEC Zwolle | Opstelling PEC Zwolle: |
| 15 december 2020 Aanvangstijd: 18.45 uur Plaats: Rotterdam Woudestein Toeschouwers: 0 Scheidsrechter: Laurens Gerrets | 15 december 2020 Aanvangstijd: 18.45 uur Plaats: Rotterdam Woudestein Toeschouwers: 0 Scheidsrechter: Laurens Gerrets | Thomas Oude Kotte 63' Siebe Horemans 75' Hervé Matthys 80' Ahmad Mendes Moreira 86' Reuven Niemeijer 88' | Wedstrijdverslag |            | Zetterer, Van Wermeskerken, Doué, Van Polen, Paal, Clement ( 85' Ghoochannejhad), Nakayama, Huiberts ( 67' Saymak), Leemans, Reijnders ( 67' Tedić), Van Duinen ( 79' Pherai) |

## Selectie en technische staf

### Selectie
| Nr.           | Nat.               | Naam                    | Competitie | Competitie | Beker      | Beker      | Totaal     | Totaal     | Contract tot | Seizoen    | Vorige club          | Debuut            |            |            |
| Nr.           | Nat.               | Naam                    | W          |            | W          |            | W          |            | Contract tot | Seizoen    | Vorige club          | Debuut            |            |            |
| Doelmannen    | Doelmannen         | Doelmannen              | Doelmannen | Doelmannen | Doelmannen | Doelmannen | Doelmannen | Doelmannen | Doelmannen   | Doelmannen | Doelmannen           | Doelmannen        | Doelmannen | Doelmannen |
| ------------- | ------------------ | ----------------------- | ---------- | ---------- | ---------- | ---------- | ---------- | ---------- | ------------ | ---------- | -------------------- | ----------------- | ---------- | ---------- |
| 1             | Vlag van Nederland | Xavier Mous             | 15         | 0          | 0          | 0          | 15         | 0          | 2021         | 2e         | SC Cambuur           | 2 augustus 2019   |            |            |
| 1             | Vlag van Duitsland | Michael Zetterer        | 19         | 0          | 1          | 0          | 20         | 0          | Huur         | 2e         | Werder Bremen        | 23 november 2019  |            |            |
| 16            | Vlag van Nederland | Nigel Bertrams          | 0          | 0          | 0          | 0          | 0          | 0          | 2021         | 1e         | FC Groningen         | –                 |            |            |
| 40            | Vlag van Nederland | Mike Hauptmeijer        | 0          | 0          | 0          | 0          | 0          | 0          | 2021         | 5e         | Jeugd                | 3 februari 2018   |            |            |
| –             | Vlag van Nederland | Damian van Drenth       | 0          | 0          | 0          | 0          | 0          | 0          | Jeugd        | 1e         | Jeugd                | –                 |            |            |
| Verdedigers   |                    |                         |            |            |            |            |            |            |              |            |                      |                   |            |            |
| 2             | Vlag van Nederland | Bram van Polen          | 25         | 4          | 1          | 0          | 26         | 4          | 2022         | 14e        | Vitesse              | 12 oktober 2007   |            |            |
| 3             | Vlag van Finland   | Thomas Lam              | 26         | 3          | 0          | 0          | 26         | 3          | 2021         | 5e         | Nottingham Forest FC | 16 augustus 2014  |            |            |
| 4             | Vlag van Japan     | Yuta Nakayama           | 32         | 2          | 1          | 0          | 33         | 2          | 2022         | 3e         | Kashiwa Reysol       | 31 maart 2019     |            |            |
| 5             | Vlag van Nederland | Kenneth Paal            | 27         | 0          | 1          | 0          | 28         | 0          | 2022         | 3e         | PSV                  | 25 augustus 2018  |            |            |
| 15            | Vlag van Nederland | Sam Kersten             | 28         | 0          | 0          | 0          | 28         | 0          | 2024         | 2e         | FC Den Bosch         | 25 augustus 2019  |            |            |
| 17            | Vlag van Kosovo    | Destan Bajselmani       | 6          | 0          | 0          | 0          | 6          | 0          | 2022         | 3e         | Jeugd                | 5 oktober 2019    |            |            |
| 28            | Vlag van Frankrijk | Anthony Dekono          | 0          | 0          | 0          | 0          | 0          | 0          | 2021         | 2e         | Jeugd                | –                 |            |            |
| 31            | Vlag van Japan     | Sai van Wermeskerken    | 22         | 0          | 1          | 0          | 23         | 0          | 2023         | 2e         | SC Cambuur           | 11 augustus 2019  |            |            |
| 33            | Vlag van Nederland | Rav van den Berg        | 1          | 0          | 0          | 0          | 1          | 0          | 2022         | 1e         | Jeugd                | 1 mei 2021        |            |            |
| 34            | Vlag van Nederland | Daijiro Chirino         | 0          | 0          | 0          | 0          | 0          | 0          | 2022         | 1e         | Jeugd                | –                 |            |            |
| 36            | Vlag van Frankrijk | Marc Olivier Doué       | 6          | 0          | 1          | 0          | 7          | 0          | 2021         | 2e         | Jeugd                | 25 augustus 2019  |            |            |
| Middenvelders |                    |                         |            |            |            |            |            |            |              |            |                      |                   |            |            |
| 6             | Vlag van Nederland | Mustafa Saymak          | 24         | 3          | 1          | 0          | 25         | 3          | 2022         | 9e         | Çaykur Rizespor      | 5 augustus 2011   |            |            |
| 10            | Vlag van Nederland | Clint Leemans           | 16         | 3          | 1          | 0          | 17         | 3          | 2021         | 3e         | VVV-Venlo            | 10 augustus 2018  |            |            |
| 11            | Vlag van Nederland | Jesper Drost            | 24         | 2          | 0          | 0          | 24         | 2          | 2021         | 6e         | Heracles Almelo      | 21 januari 2011   |            |            |
| 13            | Vlag van Duitsland | Rico Strieder           | 24         | 0          | 0          | 0          | 24         | 0          | 2022         | 2e         | FC Utrecht           | 26 januari 2020   |            |            |
| 20            | Vlag van Nederland | Thomas van den Belt     | 9          | 0          | 0          | 0          | 9          | 0          | 2021         | 1e         | Jeugd                | 26 september 2020 |            |            |
| 21            | Vlag van Nederland | Samir Lagsir            | 4          | 1          | 0          | 0          | 4          | 1          | 2022         | 1e         | Jeugd                | 31 oktober 2020   |            |            |
| 22            | Vlag van Nederland | Pelle Clement           | 23         | 2          | 1          | 0          | 24         | 2          | 2022         | 3e         | Reading FC           | 19 januari 2019   |            |            |
| 23            | Vlag van Nederland | Eliano Reijnders        | 29         | 3          | 1          | 0          | 30         | 3          | 2025         | 2e         | Jeugd                | 12 september 2020 |            |            |
| 25            | Vlag van Nederland | Immanuel Pherai         | 26         | 2          | 1          | 0          | 27         | 2          | Huur         | 1e         | Borussia Dortmund    | 19 september 2020 |            |            |
| 30            | Vlag van Nederland | Dean Huiberts           | 29         | 0          | 1          | 0          | 30         | 0          | 2025         | 2e         | Jeugd                | 11 augustus 2019  |            |            |
| –             | Vlag van Nederland | Zian Flemming           | 0          | 0          | 0          | 0          | 0          | 0          | 2021         | 3e         | Ajax                 | 10 augustus 2018  |            |            |
| Aanvallers    |                    |                         |            |            |            |            |            |            |              |            |                      |                   |            |            |
| 7             | Vlag van Nederland | Virgil Misidjan         | 15         | 4          | 0          | 0          | 15         | 4          | 2021         | 1e         | 1. FC Nürnberg       | 13 januari 2021   |            |            |
| 8             | Vlag van Iran      | Reza Ghoochannejhad     | 21         | 6          | 1          | 0          | 22         | 6          | 2021         | 2e         | APOEL Nicosia        | 15 september 2019 |            |            |
| 9             | Vlag van Nederland | Mike van Duinen         | 23         | 3          | 1          | 0          | 24         | 3          | 2021         | 3e         | SBV Excelsior        | 10 augustus 2018  |            |            |
| 14            | Vlag van België    | Benson Manuel Hedilazio | 13         | 0          | 0          | 0          | 13         | 0          | Huur         | 1e         | Royal Antwerp FC     | 30 januari 2021   |            |            |
| 27            | Vlag van Servië    | Slobodan Tedić          | 15         | 2          | 1          | 0          | 16         | 2          | Huur         | 1e         | Manchester City FC   | 26 september 2020 |            |            |
| 29            | Vlag van Nederland | Thomas Buitink          | 8          | 2          | 0          | 0          | 8          | 2          | Huur         | 1e         | Vitesse              | 26 januari 2021   |            |            |
| 32            | Vlag van Nederland | Jarno Westerman         | 0          | 0          | 0          | 0          | 0          | 0          | 2022         | 2e         | Jeugd                | 2 augustus 2019   |            |            |
| –             | Vlag van Nederland | Freddy Quispel          | 0          | 0          | 0          | 0          | 0          | 0          | Jeugd        | 1e         | Jeugd                | –                 |            |            |
| –             | Vlag van Nederland | Vito van Crooij         | 0          | 0          | 0          | 0          | 0          | 0          | 2022         | 3e         | VVV-Venlo            | 10 augustus 2018  |            |            |
| Nr.           | Nat.               | Naam                    | W          |            | W          |            | W          |            | Contract     | Seizoen    | Vorige club          | Debuut            |            |            |
| Nr.           | Nat.               | Naam                    | Competitie | Competitie | Beker      | Beker      | Totaal     | Totaal     | Contract     | Seizoen    | Vorige club          | Debuut            |            |            |

### Legenda
| # | Reden                                          |
| - | ---------------------------------------------- |
|   | Heeft de club in het lopende seizoen verlaten. |
|   | Heeft de club op huurbasis verlaten.           |

### Technische staf
| Naam                | Functie           |
| ------------------- | ----------------- |
| Bert Konterman      | Interim-trainer   |
| Gert Peter de Gunst | Assistent-trainer |
| Henri van der Vegt  | Assistent-trainer |
| Lee-Roy Echteld     | Assistent-trainer |

| Naam               | Functie           |
| ------------------ | ----------------- |
| Lee-Roy Echteld    | Interim-trainer   |
| Henri van der Vegt | Assistent-trainer |
| Henk Brugge        | Assistent-trainer |

| Naam                | Functie           |
| ------------------- | ----------------- |
| John Stegeman       | Hoofdtrainer      |
| Gert Peter de Gunst | Assistent-trainer |
| Henri van der Vegt  | Assistent-trainer |
| Lee-Roy Echteld     | Assistent-trainer |

## Statistieken PEC Zwolle 2020/2021

### Eindstand PEC Zwolle in de Nederlandse Eredivisie 2020 / 2021
| Stand | Gespeeld | Gewonnen | Gelijk | Verloren | Punten | Doelpunten voor | Doelpunten tegen | Gele kaarten | Rode kaarten |
| ----- | -------- | -------- | ------ | -------- | ------ | --------------- | ---------------- | ------------ | ------------ |
| 13e   | 34       | 9        | 11     | 14       | 38     | 44              | 53               | 37           | 5            |

### Topscorers
| #                               | Naam                      | Goal |
| ------------------------------- | ------------------------- | ---- |
| 1.                              | Reza Ghoochannejhad       | 6    |
| 2.                              | Virgil Misidjan           | 4    |
| 2.                              | Bram van Polen            | 4    |
| 4.                              | Mike van Duinen           | 3    |
| 4.                              | Thomas Lam                | 3    |
| 4.                              | Clint Leemans             | 3    |
| 4.                              | Eliano Reijnders          | 3    |
| 8.                              | Thomas Buitink            | 2    |
| 8.                              | Pelle Clement             | 2    |
| 8.                              | Jesper Drost              | 2    |
| 8.                              | Yuta Nakayama             | 2    |
| 8.                              | Immanuel Pherai           | 2    |
| 8.                              | Mustafa Saymak            | 2    |
| 8.                              | Slobodan Tedić            | 2    |
| 15.                             | Samir Lagsir              | 1    |
| Eigen doelpunten                |                           |      |
|                                 | Ko Itakura (FC Groningen) | 2    |
| Jaroslaw Jach (Fortuna Sittard) |                           | 2    |
| Totaal                          | Totaal                    | 44   |

| #      | Naam        | Goal |
| ------ | ----------- | ---- |
| –      | Geen speler | 0    |
| Totaal | Totaal      | 0    |

| #                | Naam                          | Goal |
| ---------------- | ----------------------------- | ---- |
| 1.               | Reza Ghoochannejhad           | 3    |
| 2.               | Marc Olivier Doué             | 1    |
| 2.               | Mike van Duinen               | 1    |
| 2.               | Zian Flemming                 | 1    |
| 2.               | Sam Kersten                   | 1    |
| 2.               | Sai van Wermeskerken          | 1    |
| Eigen doelpunten |                               |      |
|                  | Hamdi Akujobi (sc Heerenveen) | 1    |
| Totaal           | Totaal                        | 9    |

### Kaarten
| #      | Naam                    | Kreeg geel |
| ------ | ----------------------- | ---------- |
| 1.     | Dean Huiberts           | 6          |
| 1.     | Thomas Lam              | 6          |
| 3.     | Sam Kersten             | 4          |
| 3.     | Bram van Polen          | 4          |
| 5.     | Destan Bajselmani       | 3          |
| 6.     | Mike van Duinen         | 2          |
| 6.     | Yuta Nakayama           | 2          |
| 6.     | Kenneth Paal            | 2          |
| 6.     | Eliano Reijnders        | 2          |
| 10.    | Benson Manuel Hedilazio | 1          |
| 10.    | Marc Olivier Doué       | 1          |
| 10.    | Jesper Drost            | 1          |
| 10.    | Clint Leemans           | 1          |
| 10.    | Virgil Misidjan         | 1          |
| 10.    | Immanuel Pherai         | 1          |
| Totaal | Totaal                  | 37         |

| #      | Naam           | Kreeg voor de tweede keer geel en dus rood |
| ------ | -------------- | ------------------------------------------ |
| 1.     | Mustafa Saymak | 1                                          |
| Totaal | Totaal         | 1                                          |

| #      | Naam           | Weggestuurd |
| ------ | -------------- | ----------- |
| 1.     | Thomas Lam     | 2           |
| 2.     | Pelle Clement  | 1           |
| 2.     | Bram van Polen | 1           |
| Totaal | Totaal         | 4           |

### Punten per speelronde
| Speelronde | 1 | 2 | 3 | 4 | 5 | 6 | 7 | 8 | 9 | 10 | 11 | 12 | 13 | 14 | 15 | 16 | 17 | 18 | 19 | 20 | 21 | 22 | 23 | 24 | 25 | 26 | 27 | 28 | 29 | 30 | 31 | 32 | 33 | 34 |
| ---------- | - | - | - | - | - | - | - | - | - | -- | -- | -- | -- | -- | -- | -- | -- | -- | -- | -- | -- | -- | -- | -- | -- | -- | -- | -- | -- | -- | -- | -- | -- | -- |
| Punten     | 0 | 1 | 3 | 1 | 0 | 1 | 0 | 1 | 1 | 1  | 3  | 0  | 1  | 3  | 1  | 0  | 0  | 3  | 1  | 1  | 1  | 0  | 0  | 3  | 0  | 0  | 3  | 0  | 3  | 3  | 0  | 0  | 0  | 3  |

### Punten na speelronde
| Speelronde | 1 | 2 | 3 | 4 | 5 | 6 | 7 | 8 | 9 | 10 | 11 | 12 | 13 | 14 | 15 | 16 | 17 | 18 | 19 | 20 | 21 | 22 | 23 | 24 | 25 | 26 | 27 | 28 | 29 | 30 | 31 | 32 | 33 | 34 |
| ---------- | - | - | - | - | - | - | - | - | - | -- | -- | -- | -- | -- | -- | -- | -- | -- | -- | -- | -- | -- | -- | -- | -- | -- | -- | -- | -- | -- | -- | -- | -- | -- |
| Punten     | 0 | 1 | 4 | 5 | 5 | 6 | 6 | 7 | 8 | 9  | 12 | 12 | 13 | 16 | 17 | 17 | 17 | 20 | 21 | 22 | 23 | 23 | 23 | 26 | 26 | 26 | 29 | 29 | 32 | 35 | 35 | 35 | 35 | 38 |

### Stand na speelronde
| Speelronde | 1   | 2   | 3  | 4   | 5   | 6  | 7   | 8   | 9   | 10  | 11  | 12  | 13  | 14  | 15  | 16  | 17  | 18  | 19  | 20  | 21  | 22  | 23  | 24  | 25  | 26  | 27  | 28  | 29  | 30  | 31  | 32  | 33  | 34  |
| ---------- | --- | --- | -- | --- | --- | -- | --- | --- | --- | --- | --- | --- | --- | --- | --- | --- | --- | --- | --- | --- | --- | --- | --- | --- | --- | --- | --- | --- | --- | --- | --- | --- | --- | --- |
| Stand      | 17e | 13e | 9e | 10e | 10e | 9e | 11e | 12e | 11e | 11e | 10e | 11e | 11e | 11e | 11e | 12e | 13e | 12e | 14e | 13e | 13e | 13e | 13e | 12e | 12e | 13e | 13e | 13e | 13e | 13e | 13e | 13e | 13e | 13e |

### Doelpunten per speelronde
| Speelronde | 1 | 2 | 3 | 4 | 5 | 6 | 7 | 8 | 9 | 10 | 11 | 12 | 13 | 14 | 15 | 16 | 17 | 18 | 19 | 20 | 21 | 22 | 23 | 24 | 25 | 26 | 27 | 28 | 29 | 30 | 31 | 32 | 33 | 34 | Totaal |
| ---------- | - | - | - | - | - | - | - | - | - | -- | -- | -- | -- | -- | -- | -- | -- | -- | -- | -- | -- | -- | -- | -- | -- | -- | -- | -- | -- | -- | -- | -- | -- | -- | ------ |
| Doelpunten | 0 | 1 | 4 | 1 | 0 | 0 | 1 | 2 | 1 | 2  | 2  | 0  | 0  | 2  | 1  | 0  | 0  | 3  | 2  | 3  | 1  | 0  | 2  | 0  | 0  | 2  | 2  | 1  | 2  | 1  | 1  | 0  | 2  | 1  | 44     |

### Toeschouwersaantal per speelronde
| Speelronde | 1     | 2     | 3     | 4  | 5  | 6  | 7  | 8  | 9  | 10 | 11 | 12 | 13    | 14 | 15 | 16 | 17 | Totaal | Gemiddeld |
| ---------- | ----- | ----- | ----- | -- | -- | -- | -- | -- | -- | -- | -- | -- | ----- | -- | -- | -- | -- | ------ | --------- |
| Thuis      | 2.993 | –     | 2.933 | –  | 0  | 0  | –  | –  | 0  | –  | 0  | –  | 0     | –  | 0  | –  | 0  | 5.926  | 658       |
| Uit        | –     | 3.500 | –     | 0  | –  | –  | 0  | 0  | –  | 0  | –  | 0  | –     | 0  | –  | 0  | –  | 3.500  | 438       |
| Speelronde | 18    | 19    | 20    | 21 | 22 | 23 | 24 | 25 | 26 | 27 | 28 | 29 | 30    | 31 | 32 | 33 | 34 | Totaal | Gemiddeld |
| Thuis      | –     | 0     | –     | 0  | –  | –  | 0  | –  | 0  | 0  | –  | 0  | –     | –  | 0  | –  | 0  | 0      | 0         |
| Uit        | 0     | –     | 0     | –  | 0  | 0  | –  | 0  | –  | –  | 0  | –  | 2.000 | 0  | –  | 0  | –  | 2.000  | 222       |
|            |       |       |       |    |    |    |    |    |    |    |    |    |       |    |    |    |    | 11.426 | 336       |

## Mutaties

### Zomer

#### Aangetrokken
| Nr. | Nat. | Naam              | Van                | Type         | Contract     | Transfersom | Bijzonderheid                                   |
| --- | ---- | ----------------- | ------------------ | ------------ | ------------ | ----------- | ----------------------------------------------- |
| 17  | NL   | Destan Bajselmani | Jeugd              | –            | 30 juni 2022 | n.v.t.      | Zat afgelopen seizoen al bij de selectie        |
| –   | NL   | Zian Flemming     | N.E.C.             | –            | 30 juni 2021 | n.v.t.      | Terug van verhuurperiode                        |
| 10  | NL   | Clint Leemans     | RKC Waalwijk       | –            | 30 juni 2021 | n.v.t.      | Terug van verhuurperiode                        |
| –   | NL   | Stanley Elbers    | RKC Waalwijk       | –            | 30 juni 2020 | n.v.t.      | Terug van verhuurperiode                        |
| 13  | DE   | Rico Strieder     | FC Utrecht         | Transfer     | 30 juni 2022 | Niet bekend | Speelde vorig seizoen op huurbasis voor de club |
| 11  | NL   | Jesper Drost      | Heracles Almelo    | Transfervrij | 30 juni 2021 | n.v.t.      | –                                               |
| 27  | RS   | Slobodan Tedić    | Manchester City FC | Op huurbasis | 30 juni 2021 | n.v.t.      | –                                               |
| 25  | NL   | Immanuel Pherai   | Borussia Dortmund  | Op huurbasis | 30 juni 2021 | n.v.t.      | –                                               |

#### Vertrokken
| Nr. | Nat. | Naam            | Naar             | Type               | Transfersom | Wed. | Dlpt. |
| --- | ---- | --------------- | ---------------- | ------------------ | ----------- | ---- | ----- |
| 19  | NL   | Rick Dekker     | De Graafschap    | Einde contract     | n.v.t.      | 102  | 2     |
| 32  | NL   | Jarni Koorman   | TOP Oss          | Einde contract     | n.v.t.      | 3    | 0     |
| 25  | NL   | Stanley Elbers  | FC Hermannstadt  | Einde contract     | n.v.t.      | 26   | 1     |
| 23  | NL   | Etiënne Reijnen | Gestopt          | Contract ontbonden | n.v.t.      | 160  | 9     |
| 17  | NO   | Dennis Johnsen  | Ajax             | Einde huurcontract | n.v.t.      | 25   | 2     |
| 13  | DE   | Rico Strieder   | FC Utrecht       | Einde huurcontract | n.v.t.      | 6    | 0     |
| 38  | NL   | Gustavo Hamer   | Coventry City FC | Transfer           | ± 1.500.000 | 50   | 4     |
| 7   | NL   | Vito van Crooij | VVV-Venlo        | Transfer           | Niet bekend | 50   | 10    |
| 14  | NL   | Zian Flemming   | Fortuna Sittard  | Transfer           | Niet bekend | 32   | 6     |

#### Statistieken transfers zomer
| Gekochte spelers | Verkochte spelers | Gehuurde spelers | Verhuurde spelers | Spelers terug van verhuurperiode | Spelers einde van huurperiode | Transfervrij aangetrokken spelers | Transfervrij vertrokken spelers | Doorgestroomde jeugdspelers |
| ---------------- | ----------------- | ---------------- | ----------------- | -------------------------------- | ----------------------------- | --------------------------------- | ------------------------------- | --------------------------- |
| 1                | 3                 | 2                | 0                 | 3                                | 2                             | 1                                 | 5                               | 1                           |

### Winter

#### Aangetrokken
| Nr. | Nat. | Naam                    | Van              | Type         | Contract                         | Transfersom | Bijzonderheid |
| --- | ---- | ----------------------- | ---------------- | ------------ | -------------------------------- | ----------- | ------------- |
| 7   | NL   | Virgil Misidjan         | 1. FC Nürnberg   | Transfervrij | 30 juni 2021                     | n.v.t.      | –             |
| 29  | NL   | Thomas Buitink          | Vitesse          | Op huurbasis | 30 juni 2021                     | n.v.t.      | –             |
| 14  | BE   | Benson Manuel Hedilazio | Royal Antwerp FC | Op huurbasis | 30 juni 2021                     | n.v.t.      | –             |
| 16  | NL   | Nigel Bertrams          | FC Groningen     | Transfervrij | 30 juni 2021 + optie één seizoen | n.v.t.      | –             |

#### Vertrokken
| Nr. | Nat. | Naam             | Naar          | Type               | Transfersom | Wed. | Dlpt. |
| --- | ---- | ---------------- | ------------- | ------------------ | ----------- | ---- | ----- |
| 10  | NL   | Clint Leemans    | De Graafschap | Op huurbasis       | n.v.t.      | 42   | 5     |
| 1   | DE   | Michael Zetterer | Werder Bremen | Einde huurcontract | Niet bekend | 34   | 0     |

#### Statistieken transfers winter
| Gekochte spelers | Verkochte spelers | Gehuurde spelers | Verhuurde spelers | Spelers terug van verhuurperiode | Spelers einde van huurperiode | Transfervrij aangetrokken spelers | Transfervrij vertrokken spelers | Doorgestroomde jeugdspelers |
| ---------------- | ----------------- | ---------------- | ----------------- | -------------------------------- | ----------------------------- | --------------------------------- | ------------------------------- | --------------------------- |
| 0                | 0                 | 2                | 1                 | 1                                | 0                             | 2                                 | 0                               | 0                           |

## PEC Zwolle –21
Vanaf het seizoen 2020/21 komen de beloftenteams van alle betaaldvoetbalteams uit in de nieuw opgerichte reservecompetitie. Het team is ingedeeld in divisie B. De hoofdtrainer is Niek Loohuis.

### Wedstrijdstatistieken

#### Oefenwedstrijden
| Datum + plaats            | Wedstrijd                         | Uitslag | Scoreverloop |
| ------------------------- | --------------------------------- | ------- | --- |
| 8 augustus 2020 Staphorst | Feyenoord –21 – PEC Zwolle –21    | 0 – 0   | |
| 8 augustus 2020 Staphorst | VV Staphorst – PEC Zwolle –21     | 2 – 0   | Niet bekend |
| 11 augustus 2020 Den Haag | ADO Den Haag –21 – PEC Zwolle –21 | 3 – 2   | Dehninio Muringen (e.d.) 0–1, Amine Assabri 1–1, Jan Quispel 1–2, Nino Noordanus 2–2, Nino Noordanus 3–2                                                           |
| 9 oktober 2020 Rotterdam  | Feyenoord –21 – PEC Zwolle –21    | 4 – 3   | 14' Marouan Azarkan 1–0, 18' Chardi Landu 1–1, 22' Noah Naujoks 2–1, 28' Naoufal Bannis (p) 3–1, 63' Naoufal Bannis 4–1, 68' Omid Musawi 4–2, 73' Samir Lagsir 4–3 |

#### Reservecompetitiedivisie 2 A
|  |               | Datum             | Wedstrijd                             | Uitslag                       | Doelpuntenmakers                                                                            |
|  | ------------- | ----------------- | ------------------------------------- | ----------------------------- | ------------------------------------------------------------------------------------------- |
|  | Speelronde 1  | 29 augustus 2020  | PEC Zwolle –21 – Roda JC Kerkrade –21 | 2 – 2 (1 – 1)Wedstrijdverslag | Mikell Nuhaj 0–1, Marc Olivier Doué 1–1, Ferdi van Looy 2–1, –' (pen.) Kasper Spierings 2–2 |
|  | Speelronde 2  | 12 september 2020 | FC Emmen –21 – PEC Zwolle –21         | 2 – 2 (2 – 1)                 | 1' Rav van den Berg 1–0, 9' Luciano Carty 2–0, 36' Anthony Dekono 2–1, 69' Omid Musawi 2–2  |
|  | Speelronde 3  | 18 september 2020 | PEC Zwolle –21 – De Graafschap –21    | – ( – )                       |                                                                                             |
|  | Speelronde 4  | 26 september 2020 | Willem II –21 – PEC Zwolle –21        | – ( – )                       |                                                                                             |
|  | Speelronde 5  | 30 september 2020 | PEC Zwolle –21 – Excelsior –21        | 0 – 0                         |                                                                                             |
|  | Speelronde 6  | 3 oktober 2020    | Alphense Boys –21 – PEC Zwolle –21    | 3 – 3 (0 – 0)                 | –', –' Elikia Mbinga, Samir Lagsir                                                          |
|  | Speelronde 7  | 17 oktober 2020   | Vitesse –21 – PEC Zwolle –21          | – ( – )                       |                                                                                             |
|  | Speelronde 8  | 24 oktober 2020   | PEC Zwolle –21 – Willem II –21        | – ( – )                       |                                                                                             |
|  | Speelronde 9  | 31 oktober 2020   | Excelsior –21 – PEC Zwolle –21        | – ( – )                       |                                                                                             |
|  | Speelronde 10 | 7 november 2020   | PEC Zwolle –21 – Vitesse –21          | – ( – )                       |                                                                                             |
|  | Speelronde 11 | 21 november 2020  | Roda JC Kerkrade –21 – PEC Zwolle –21 | – ( – )                       |                                                                                             |
|  | Speelronde 12 | 28 november 2020  | PEC Zwolle –21 – FC Emmen –21         | – ( – )                       |                                                                                             |
|  | Speelronde 13 | 5 december 2020   | PEC Zwolle –21 – Alphense Boys –21    | – ( – )                       |                                                                                             |
|  | Speelronde 14 | 12 december 2020  | De Graafschap –21 – PEC Zwolle –21    | – ( – )                       |                                                                                             |

### Selectie
| Positie           | Positie           | Positie           | Positie             | Positie          | Positie                | Positie          | Positie         |
| Keepers           | Veldspelers       | Veldspelers       | Veldspelers         | Veldspelers      | Veldspelers            | Veldspelers      | Veldspelers     |
| ----------------- | ----------------- | ----------------- | ------------------- | ---------------- | ---------------------- | ---------------- | --------------- |
| Damian van Drenth | Destan Bajselmani | Marc Olivier Doué | Jesse Vermaning     | Chip Engels      | Lucas Tol              | Samir Lagsir     | Jarno Westerman |
| Mike Hauptmeijer  | Rav van den Berg  | Damian Halfwerk   | Thomas Beelen       | Elikia Mbinga    | Thom Olde Weghuis      | Chardi Landu     |                 |
| Joey Kesting      | Daijiro Chirino   | Lévay Klooster    | Thomas van den Belt | Jan Quispel      | Quinten van den Heerik | Arenchelo Leitoe |                 |
| Douwe Knevel      | Anthony Dekono    | Ferdi van Looy    | Gabi Caschili       | Eliano Reijnders | Max Koelen             | Omid Musawi      |                 |

## Statistieken PEC Zwolle –21 2020/2021

### Tussenstand PEC Zwolle –21 in de Nederlandse Reservecompetitie 2020 / 2021
| Stand | Gespeeld | Gewonnen | Gelijk | Verloren | Punten | Doelpunten voor | Doelpunten tegen |
| ----- | -------- | -------- | ------ | -------- | ------ | --------------- | ---------------- |
| 5e    | 2        | 0        | 4      | 0        | 4      | 7               | 7                |

### Topscorers
| Competitie \| # \| Naam \| \| \| ------ \| ----------------- \| - \| \| 1. \| Elikia Mbinga \| 2 \| \| 2. \| Marc Olivier Doué \| 1 \| \| 2. \| Anthony Dekono \| 1 \| \| 2. \| Samir Lagsir \| 1 \| \| 2. \| Ferdi van Looy \| 1 \| \| 2. \| Omid Musawi \| 1 \| \| Totaal \| Totaal \| 7 \| |                   |      |
| # | Naam              | Goal |
| 1. | Elikia Mbinga     | 2    |
| 2. | Marc Olivier Doué | 1    |
| 2. | Anthony Dekono    | 1    |
| 2. | Samir Lagsir      | 1    |
| 2. | Ferdi van Looy    | 1    |
| 2. | Omid Musawi       | 1    |
| Totaal | Totaal            | 7    |

## Voetnoten
ADO Den Haag ·
Ajax ·
AZ ·
FC Emmen ·
Feyenoord ·
Fortuna Sittard ·
FC Groningen ·
sc Heerenveen ·
Heracles Almelo ·
PEC Zwolle · 
PSV ·
RKC Waalwijk ·
Sparta Rotterdam ·
FC Twente ·
FC Utrecht ·
Vitesse ·
VVV-Venlo ·
Willem II